# アルフレッド・ド・ロスチャイルド
アルフレッド・チャールズ・ド・ロスチャイルド（英語: Alfred Charles de Rothschild, CVO, DL、1842年7月20日 - 1918年1月31日）は、イギリスの銀行家。ロンドン・ロスチャイルド家の一員。

## 経歴
1842年7月20日に英国ロスチャイルド家第2代当主ライオネル・ド・ロスチャイルド男爵とその妻シャーロット（ナポリ家の祖カール・マイアー・フォン・ロートシルトの娘）の次男としてロンドンで生まれる。兄にナサニエル（後の初代ロスチャイルド男爵）、弟にレオポルドがいる。
キングズ・カレッジ・スクールを経て、ケンブリッジ大学トリニティ・カレッジへ進学した。
1879年に父が死去すると、兄弟2人とともにN・M・ロスチャイルド&サンズの共同経営者に就任した。
1868年から1890年にかけてイングランド銀行理事を務めた。彼は初めてのユダヤ人イングランド銀行理事だった。この役職は名誉職ではなく、アルフレッドも20年以上の長期にわたってこの職務に熱心に取り組んだが、絵画購入をめぐるスキャンダルで引責辞任した。

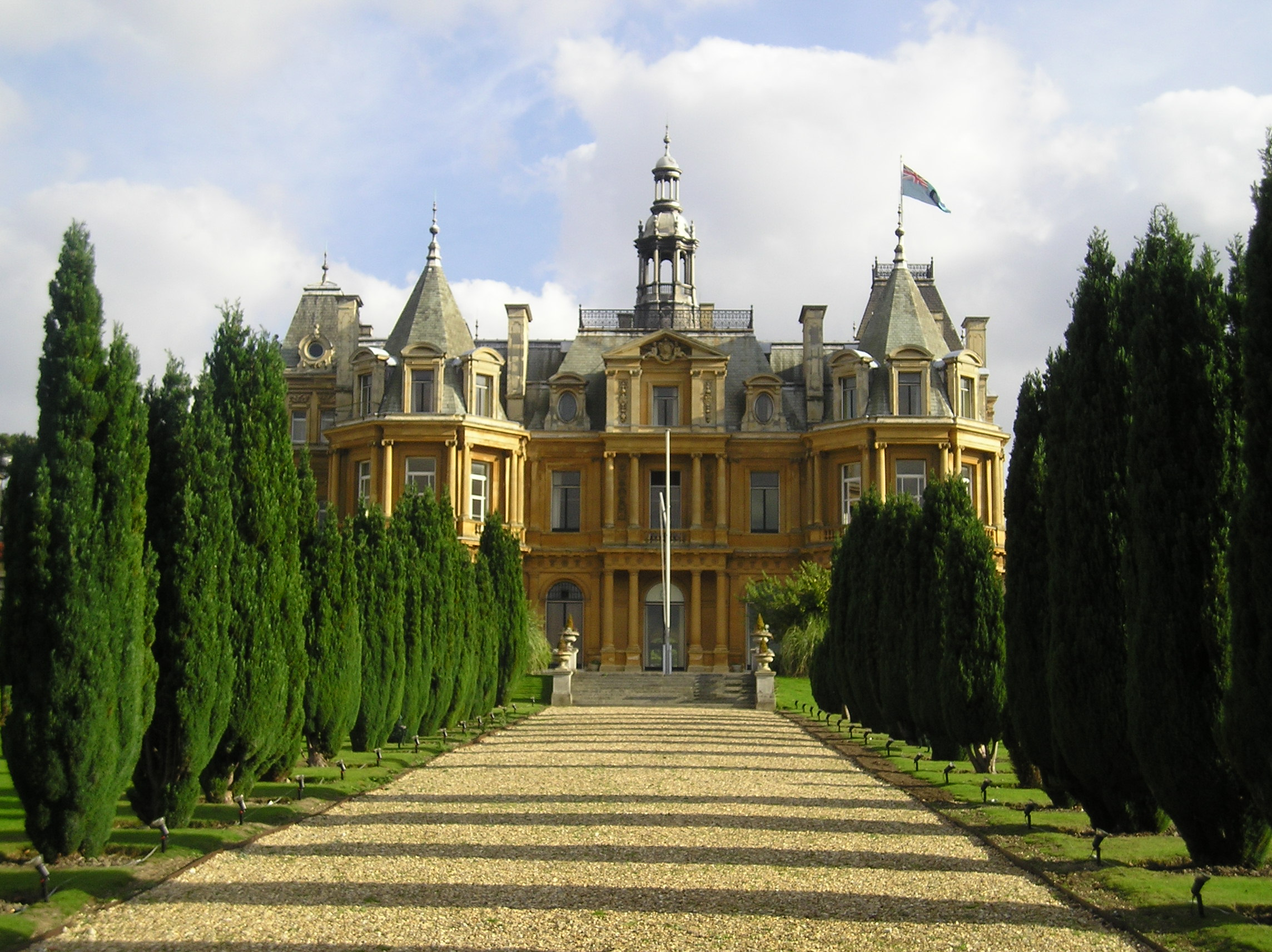
アルフレッドが建てたハルトン・ハウス。

バッキンガムシャーのハルトンに豪邸ハルトン・ハウスを建設した。バッキンガムシャー沿岸地域は質素な雰囲気の屋敷が多かったので、この邸宅は絢爛すぎて周囲との調和にかけるとの批判もあったという。ロンドンのシーモア・プレイス1番地にも邸宅を建てたが、こちらは都市部だけに周囲とよく調和していた。同じシーモア・プレイスで暮らし、この邸宅をよく訪問した首相ベンジャミン・ディズレーリは「ロンドンで最も魅力ある家で、装飾と家具の素晴らしさは、その趣味の良さを示している」と絶賛していた。しかしシーモア・プレイスの屋敷は後に取り壊され、現存していない。
1918年1月31日にシーモア・プレイスの邸宅で死去した。1915年には兄ナサニエル、1917年には弟レオポルドが先立っていた。いずれも第一次世界大戦中のことである。大戦中は税制が変更されており、相続税が莫大になっていた。そのような時期にロスチャイルド家三兄弟が相次いで死去したことが英国ロスチャイルド家の衰退につながった。
三兄弟の死後、N・M・ロスチャイルド&サンズの銀行業は長兄ナサニエルの次男チャールズが継いだものの、彼は病弱だったため、まもなく退任し、レオポルドの息子であるライオネルとアンソニーの兄弟が経営を主導するようになった。
アルフレッドは生涯結婚しなかった。子供も公式にはないとされている。しかし彼は遺産の大半を第5代カーナーヴォン伯爵ジョージ・ハーバートの妻アルミナに与えている。また彼はアルミナがカーナーヴォン卿と結婚した際にも多額の持参金をアルミナに与えていた。そのためアルミナはアルフレッドの隠し子ではないかとも言われているが、戸籍上はアルミナはフレデリック・ウォンベルの娘となっている。
遺産はロスチャイルド家の男子のみに残すというのがロスチャイルド家の家訓であり、アルミナへの遺産相続は家訓に反してのものだった。アルフレッドには妻子がなく法律上の遺留分もないのでロスチャイルド家の方でも手の打ちようがなく、アルフレッドの遺書によってロスチャイルド家の財産はかなりの部分がカーナーヴォン伯爵家に移っていった。これもロスチャイルド家の衰退を加速させた。

## 人物
芸術を愛し、美術品収集家であった。著述家ドロシー・ネヴィル嬢はアルフレッドの芸術への鑑識眼について「18世紀フランス芸術についての英国で最も立派な素人鑑定家であろう」と絶賛している。ルネサンス絵画にも惹かれていたが、ユダヤ教徒としての宗教的な理由から買うのは控えていた。
音楽にも造詣が深く、趣味で交響楽団の指揮をよくとった。その指揮棒はダイヤモンドの輪が付いた象牙の物だった。演奏家たちのための慈善講演会もよく開催した。また近衛騎兵連隊や近衛旅団の軍楽隊がその演奏会の切符を売りさばくことができたのもアルフレッドの手回しのおかげだった（値段が法外で軍は買い手を探すのに苦労していたが、アルフレッドが号令を発すると英国上流階級が一斉に買うのだった）。
ソプラノ歌手のネリー・メルバ、バイオリニストのミッシャ・エルマンなどの音楽家を財政的に支えた。コヴェント・ガーデンでの演奏会の著名な出演者は、全員アルフレッド邸の夜会でも演奏していたが、それでもなおアルフレッドはコヴェント・ガーデンの棧敷席を予約するので不思議がられていたという。
アルフレッドは同じ上流階級の間ではその愛嬌で人気があったが（ロスチャイルド家三兄弟の中で英国財界での交友関係が最も盛んなのは彼だった）、下層階級への接し方はどこかぎこちなかったという。

## 栄典・名誉職など
- オーストリア帝国男爵[1]
- ロイヤル・ヴィクトリア勲章コマンダー（CVO）[1][15]
- 王冠勲章1級（ドイツ語版）（プロイセン勲章）[1]
- フランツ・ヨーゼフ勲章大十字章（ドイツ語版）（オーストリア勲章）[1]
- レジオンドヌール勲章騎士章（フランス勲章）[1]
- ロンドン副統監（DL）[15]
- カントリー・オブ・ロンドン州長官（英語版）（1889年）[15]